# Villacarralón
Villacarralón is een gemeente in de Spaanse provincie Valladolid in de regio Castilië en León met een oppervlakte van 17,43 km². Villacarralón telt 84 inwoners (1 januari 2016).

## Demografische ontwikkeling

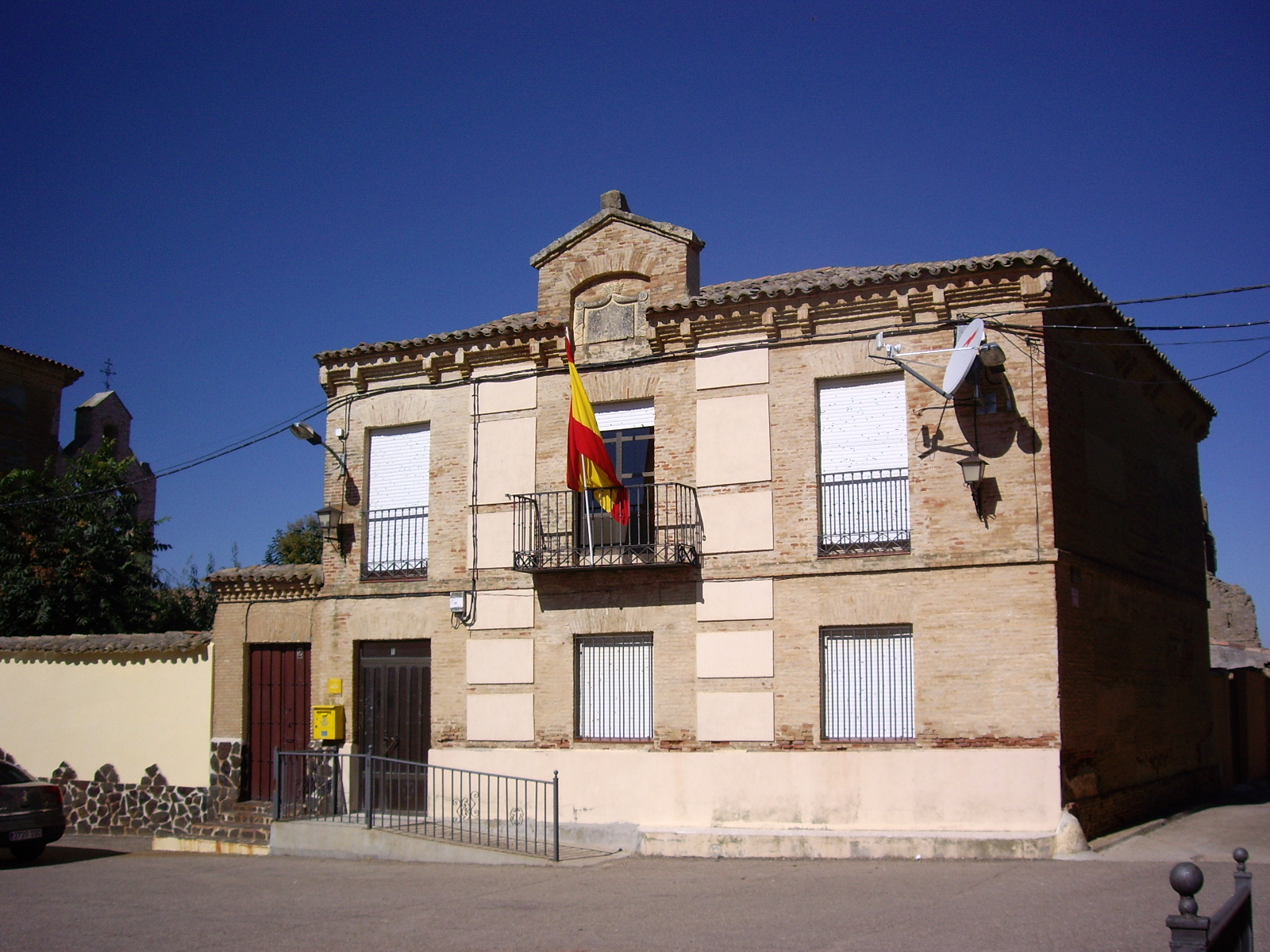
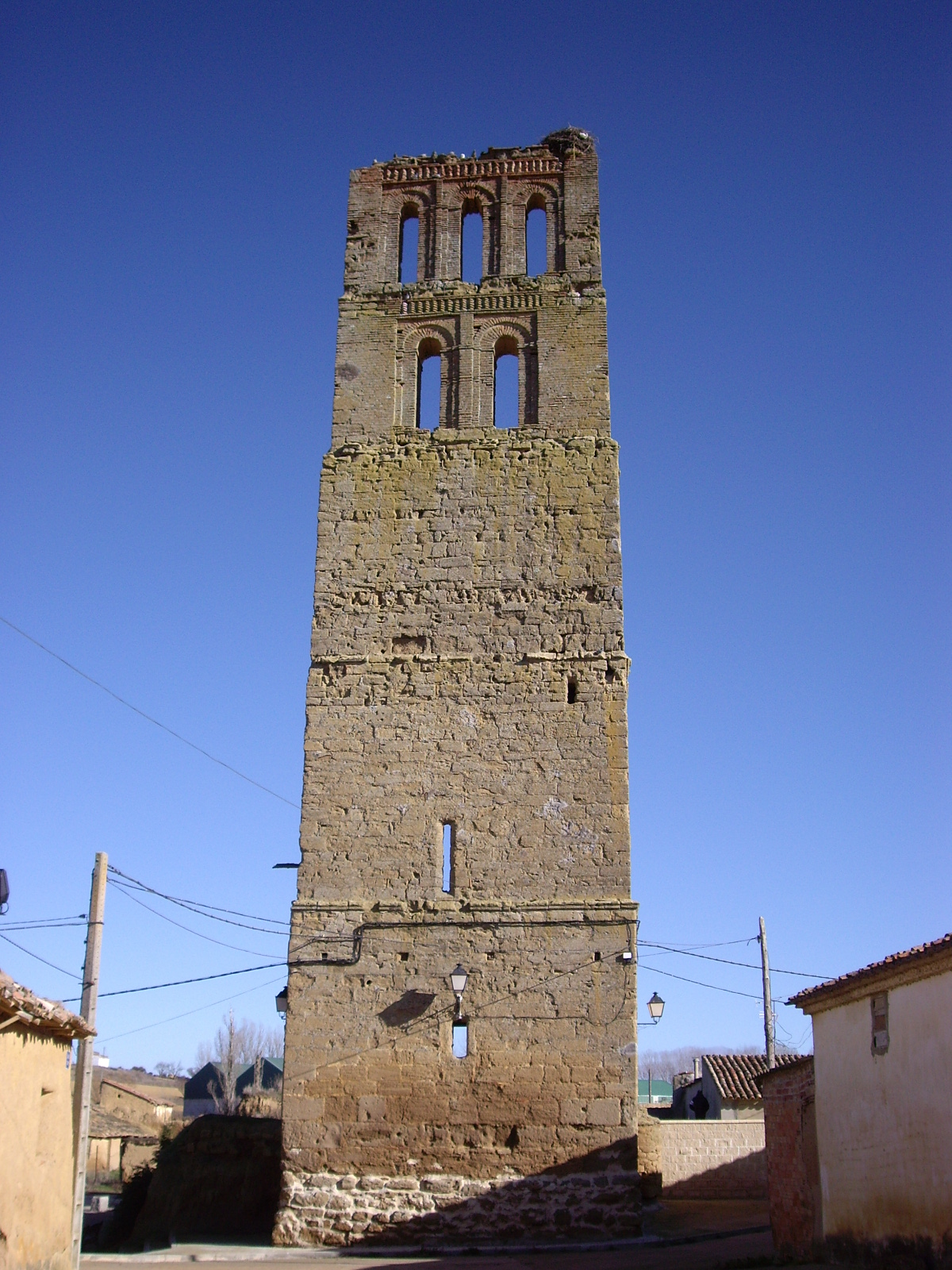
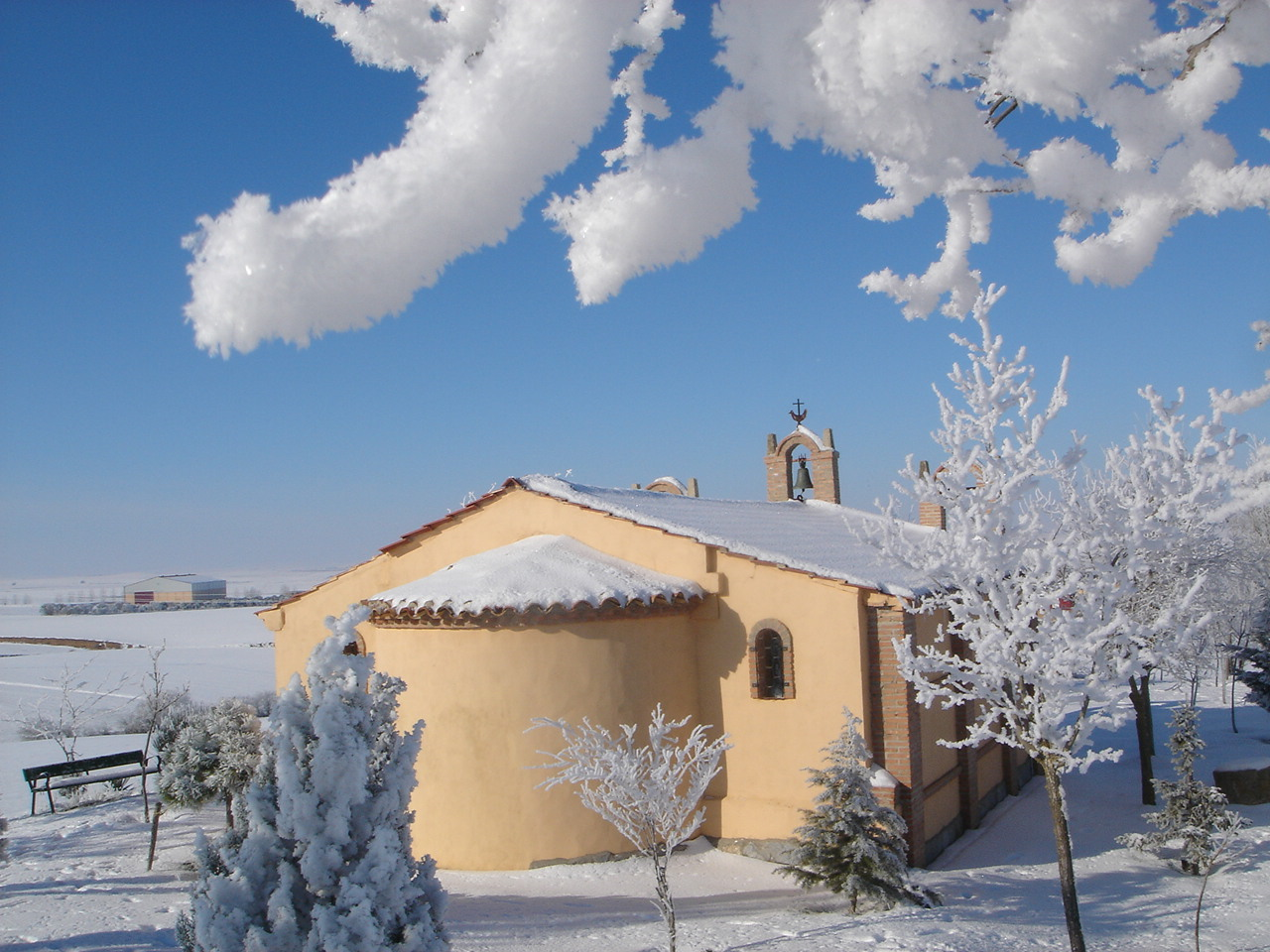

Bron: INE, 1857-2011: volkstellingen